# Con voi (singolo)
Con voi è un singolo di Claudio Baglioni entrato in rotazione radiofonica il 18 maggio 2013 e disponibile in download digitale dal 21 maggio dello stesso anno. Il singolo è stato presentato alla trasmissione Che tempo che fa di Fabio Fazio il giorno 19 maggio.
È il primo della serie di singoli che il cantautore romano ha proposto al fine di costruire la prima parte del progetto ConVoi, divenuto in seguito un album. Con questo brano, Claudio Baglioni ritorna sulla scena musicale con un disco di inediti dopo 10 anni.
A poche ore dalla pubblicazione su ITunes si impone alla prima posizione mantenendola per 4 giorni consecutivi.
Debutta alla quarta posizione della classifica del download digitale stilata dalla FIMI.